# Rozalinów
Rozalinów [pronunciación en polaco: /rɔzaˈlinuf/] es un pueblo ubicado en el distrito administrativo de Gmina Zgierz, dentro del condado de Zgierz, Voivodato de Łódź, en el centro de Polonia. Se encuentra a unos 5 kilómetros al noreste de Zgierz y a 11 kilómetros norte de la capital regional Łódź.
El pueblo tiene una población de 70 habitantes.